# Virgental
Het Virgental is een oost-westelijk gelegen dal in Oost-Tirol, bestaande uit de plaatsjes (van oost naar west): Matrei, Ganz, Zedlach, Mitteldorf, Virgen, Obermauern, Bobojach, Prägraten, Bichl, Hinterbichl en Ströden. Aan het eind van het dal liggen de uitlopers van de Großvenediger die in het iets noordelijker gelegen Innergschlöss-dal het best te zien is.
Het ligt midden in de Venedigergroep en wordt in het zuiden door de Lasörlingkam begrensd. Het dal begint in het "Matreier Becken" (934 m) en eindigt bij de Umbalfällen, waar het Umbaldal de westelijke voortzetting van het Virgendal is. De rivier de Isel stroomt door het Virgental zuidelijk van de  dalafsnijding en heeft hier met de Maurerbach en de Dorferbach twee zijbeken aan de linker kant.
In het middelste daldeel wordt het dal smaller: de Iselschlucht, daarna stijgt het dal naar boven de 1300 m. Beneden in het dal wordt op traditionele manier akkerbouw en veeteelt (weidelandschap) uitgeoefend, op de bergen veeteelt op de alpenweiden.